# Peixe na telha
O peixe na telha é um prato típico brasileiro, característico da culinária dos estados de Goiás, onde é preparado com peixes de rio e do Espírito Santo,  onde é preparado com peixes do mar.
1. ↑  «Peixe na Telha - iguaria goiana e capixaba». Misto Brasília. 6 de fevereiro de 2019. Consultado em 13 de fevereiro de 2023